# Cowdahalli, Sakleshpur
Cowdahalli là một làng thuộc tehsil Sakleshpur, huyện Hassan, bang Karnataka, Ấn Độ.